# كايزر ويلهلم
كايزر ويلهلم (بالإنجليزية: Kaiser Wilhelm)‏ هو لاعب كرة قاعدة أمريكي، ولد في 26 يناير 1874 في ووستير في الولايات المتحدة، وتوفي في 22 مايو 1936 في روتشستر في الولايات المتحدة.

## وصلات خارجية
- كايزر ويلهلم على موقع دوري كرة القاعدة الرئيسي (الإنجليزية)
- كايزر ويلهلم على موقعبيزبول رفرنس.كوم (الدوري الرئيسي) (الإنجليزية)
- كايزر ويلهلم على موقعبيزبول رفرنس.كوم (الدوري الثانوي) (الإنجليزية)
- كايزر ويلهلم على موقع إي إس بي إن.كوم (أم.أل.بي) (الإنجليزية)